# 裏窓 (雑誌)
『裏窓』（うらまど）とは、久保書店が発行していたSM・アブノーマル雑誌。

## 概要
1956年（昭和31年）1月に「かっぱ」という誌名で創刊されたが、光文社からクレームが入り、同年10月に「裏窓」に改題された。初代編集長は須磨利之、2代目は濡木痴夢男（飯田豊一）が務めた。「裏窓」としては1964年末（1965年1月号）まで発刊され、1965年（昭和40年）に『サスペンスマガジン』に改題し、1980年（昭和55年）まで続いた。
須磨は大阪で「奇譚クラブ」の編集に関わっていたが、「風俗草紙」出すために東京に招かれていた。風俗草紙だけでは仕事が安定しないので、「裏窓」も出すことになった。濡木も「奇譚クラブ」や「風俗草紙」に関わった後、須磨の誘いで「裏窓」の編集長になっている。裏窓は当初は大衆小説誌だったが、濡木が編集長になった頃からSMを始めとしたマニア雑誌になっていった。
なお、1958年（昭和33年）2月に増刊号の形で、『裏窓臨時増刊第5集 耽奇小説』も出ている。同号は後に独立し『耽奇小説』になった。『裏窓』増刊号として3冊、『耽奇小説』として6冊、合計9冊発行された。

## 関係人物
- 椋陽児（編集部員）
- 千草忠夫
- 潮寒二